# 宮崎連隊区
宮崎連隊区（みやざきれんたいく）は、大日本帝国陸軍の連隊区の一つ。前身は宮崎大隊区である。宮崎県の一部または同県全域の徴兵・召集等兵事事務を取り扱った。実務は宮崎連隊区司令部が執行した。大分県・鹿児島県の一部を管轄した時期もあった。1907年（明治40年）から1941年（昭和16年）までの名称は都城連隊区であった。1945年（昭和20年）、同域に宮崎地区司令部が設けられ、地域防衛体制を担任した。

## 沿革
1888年（明治21年）5月14日、大隊区司令部条例（明治21年勅令第29号）によって宮崎大隊区が設けられ、陸軍管区表（明治21年勅令第32号）により宮崎県全域と大分県・鹿児島県の一部が管轄区域に定められた。第6師管第11旅管に属した。
1890年（明治23年）5月20日、大分大隊区が設置されたことにより、管轄区域の大幅な変更が行われた。
1896年（明治29年）4月1日、宮崎大隊区は連隊区司令部条例（明治29年勅令第56号）によって宮崎連隊区に改組され、旅管が廃止となり引き続き第6師管に属した。
1903年（明治36年）2月14日、陸軍管区表が改正され、再び旅管が採用され連隊区は第6師管第24旅管に属し、管轄区域の変更が行われた。
日本陸軍の内地19個師団体制に対応するため陸軍管区表が改正（明治40年9月17日軍令陸第3号）となり、1907年10月1日、名称を都城連隊区に改称し、第6師管第36旅管に属した。
1925年（大正14年）4月6日、日本陸軍の第三次軍備整理に伴い陸軍管区表が改正（大正14年軍令陸第2号）され、同年5月1日、旅管は廃され引き続き第6師管の所属となり、管轄区域が宮崎県全域となった。
1940年（昭和15年）8月1日、都城連隊区は西部軍管区熊本師管に属することとなった。
1941年4月1日、名称を宮崎連隊区に改称した。
1945年には作戦と軍政の分離が進められ、軍管区・師管区に司令部が設けられたのに伴い、同年3月24日、連隊区の同域に地区司令部が設けられた。地区司令部の司令官以下要員は連隊区司令部人員の兼任である。同年4月1日、熊本師管は熊本師管区と改称された。

## 管轄区域の変遷
1888年5月14日、陸軍管区表（明治21年勅令第32号）が制定され、宮崎大隊区の管轄区域は次のとおり定められた。
- 宮崎県

全県
- 大分県

大野郡・直入郡・南海部郡・北海部郡
1890年5月20日、八代大隊区を廃止し大分大隊区を設置したことに伴い、次のとおり管轄区域が変更された。大分大隊区へ大分県区域を移管し、鹿児島大隊区から鹿児島県区域を編入した。
- 宮崎県

全県
- 鹿児島県

東囎唹郡・南諸県郡・南大隅郡・肝属郡
1896年4月1日、連隊区へ改組された際に管轄区域の変更はなかったが、郡制施行による郡の統廃合により陸軍管区表が改正（明治29年12月4日勅令第381号）され、1897年（明治30年）4月1日に東囎唹郡・南諸県郡を囎唹郡に、南大隅郡・肝属郡を肝属郡に変更した。
1898年（明治31年）4月1日、鹿児島連隊区から鹿児島県姶良郡を編入した。
1903年2月14日、管轄区域が次のとおり変更された。宮崎県東臼杵郡・西臼杵郡を大分連隊区へ移管した。
- 宮崎県

宮崎郡・南那珂郡・北諸県郡・西諸県郡・東諸県郡・児湯郡
- 鹿児島県

囎唹郡・肝属郡・姶良郡
1907年10月1日、都城連隊区と改称し、八代連隊区などが新設されたことに伴い鹿児島県姶良郡を八代連隊区へ移管した。
1920年（大正9年）8月7日、宮崎県児湯郡を大分連隊区へ移管した。
1925年5月1日、陸軍管区表の改正に伴い、大分連隊区から宮崎県西臼杵郡・東臼杵郡・児湯郡を編入し、鹿児島囎唹郡・肝属郡を鹿児島連隊区へ移管して、宮崎県全域が管轄区域となった。その後、廃止されるまで変更はなかった。

## 司令官
宮崎大隊区
- （心得）旗野如水 歩兵大尉：1888年5月14日 -

宮崎連隊区
- 原野兼 歩兵少佐：1901年4月10日 - 1903年11月2日
- 岩尾惇正 歩兵少佐：1903年11月2日 - 1903年12月1日
- 畠敬四郎 歩兵少佐：1903年12月1日 - 1907年7月26日
- 福島知雄 歩兵少佐：1907年7月26日 - 10月3日

都城連隊区
- 福島知雄 歩兵少佐：1907年10月3日 - 1910年8月17日
- 有馬栄十郎 歩兵少佐：1910年8月17日 - 1912年3月8日
- 藤田末尚 歩兵中佐：1912年3月8日 - 1914年8月10日
- 天野邦太郎 歩兵中佐：1914年8月10日 - 1916年8月18日
- 松尾伝蔵 歩兵中佐：1916年8月18日 -
- 廻健介 歩兵大佐：不詳 - 1921年7月20日[14]
- 入江顕三 歩兵大佐：1921年7月20日[14] - 1923年8月6日[15]
- 小野田昌輔 歩兵大佐：1923年8月6日[15] - 1924年12月15日[16]
- 坂田光太郎 歩兵大佐：1924年12月15日[16] -
- 伊藤貞雄 歩兵大佐：1929年8月1日[17] - 1930年12月22日
- 有馬純彦 歩兵大佐：1938年7月15日 - 1940年8月1日[18]

宮崎連隊区兼宮崎地区司令官
- 若松平治 予備役陸軍少将：1945年3月31日[19] -

宮崎連隊区
- 金井満 少将：1945年10月18日[20] -